# Laoszi labdarúgó-válogatott
A laoszi labdarúgó-válogatott – avagy becenevükön A nagy Rhino – Laosz nemzeti csapata, amelyet a laoszi labdarúgó-szövetség (angolul: Lao Football Federation) irányít.

## Nemzetközi eredmények

### Világbajnoki szereplés
- 1930–1998: Nem indult
- 2002: Nem jutott be
- 2006: Nem jutott be
- 2010: Nem jutott be
- 2014: Nem jutott be
- 2018: Nem jutott be

## Ázsia-kupa-szereplés
- 1956–1996: Nem indult
- 2000: Nem jutott be
- 2004: Nem jutott be
- 2007: Nem jutott be
- 2011: Nem indult
- 2015: Nem jutott be